# Франкендорф (Тюрингия)
Франкендорф (нем. Frankendorf) — община в Германии, в земле Тюрингия.
Входит в состав района Веймар. Подчиняется управлению Меллинген. Население составляет 173 человека (на 31 декабря 2010 года). Занимает площадь 2,68 км².
Коммуна подразделяется на 18 сельских округов.